# Овсянниковская (Шенкурский район)
Овсянниковская — деревня в Шенкурском районе Архангельской области. Входит в состав муниципального образования «Усть-Паденьгское».

## География
Деревня расположена в южной части Архангельской области, в таёжной зоне, в пределах северной части Русской равнины, в 37 километрах на юг от города Шенкурска, на левом берегу реки Паденьга, притока Ваги. Ближайшие населённые пункты: на юго-западе деревня Климовская, на востоке деревня Максимовская.
Часовой пояс
Овсянниковская, как и вся Архангельская область, находится в часовой зоне МСК (московское время). Смещение применяемого времени относительно UTC составляет +3:00.

## Население
| 2002 | 2010 | 2012 |
| ---- | ---- | ---- |
| 0    | →0   | ↗1   |

## История
В «Списке населенных мест Архангельской губернии к 1905 году» деревня Овсянниковская(Вершинина) насчитывает 12 дворов, 43 мужчины и 38 женщин.  В административном отношении деревня входила в состав Устьпаденгского сельского общества Устьпаденгской волости.
На 1 мая 1922 года в поселении 15 дворов, 33 мужчины и 40 женщин.